# 尼辻站
尼辻站（日语：／ Amagatsuji eki */?）位於日本奈良县奈良市尼辻中町，是近畿日本鐵道（近鐵）橿原線上的鐵路車站。車站編號是B27。
江户时代時，因德川家纲將軍的捐献而尔后迁至法莲村（今奈良市法莲町）的尼寺興福院位於平城京三条大路和西一坊大路的交叉路口（日语中称之为）附近，故該地區名為“尼辻”（日語：尼ヶ辻），该站亦由此得名。

## 歴史
- 1921年（大正10年）4月1日 - 大阪電氣軌道畝傍線（現橿原線）西大寺（現大和西大寺站） - 郡山（現近鐵郡山站）區間開通時启用。[2]
- 1941年（昭和16年）3月15日 - 由於與參宮急行電鐵合併，該站成為關西急行鐵道的車站。[2]
- 1944年（昭和19年）6月1日 - 由于公司合并，成为近畿日本铁道的车站。[2]
- 2000年（平成12年）12月10日 - 站厅地下化。
- 2007年（平成19年）4月1日 - 开始使用PiTaPa[3]。

## 車站構造
尼辻站是一座地上側式站台车站，站台有效長度为四节長。检票口和中央大厅設在地下，站台设在地上。檢票口各設在東西兩處，出入口位於大和西大寺方向的站台兩側。
作为天理站管理的有人站，尼辻站設置了適用於PiTaPa和ICOCA的自動驗票機以及自動補票機（也適用於回数券及IC卡的充值）。

### 月台配置
| 月台 | 公車路線   | 方向 | 目的地                                                   |
| ---- | ------ | ---- | -------------------------------------------------------- |
| 1    | 橿原線 | 下行 | 郡山、天理、大和八木、橿原神宮前、吉野方向               |
| 2    | 橿原線 | 上行 | 大和西大寺、奈良、丹波橋、京都、大阪難波、尼崎、三宮方向 |

## 使用情況
近年來1日上下车人次調查結果如下：
- 2015年11月10日：5,588人
- 2012年11月13日：5,501人
- 2010年11月9日：5,606人
- 2008年11月18日：5,590人
- 2005年11月8日：5,971人

## 车站周边
- 菅原天滿宮（日语：菅原天満宮 (奈良市)）[1]
- 宝来山古墳（日语：宝来山古墳）（垂仁天皇陵）
- 安康天皇陵
- 喜光寺（日语：喜光寺）[1]
- 唐招提寺
- 奈良县綜合医療中心（日语：奈良県総合医療センター）[1]
- 国道308号（日语：国道308号）（暗越奈良街道）

## 路線
奈良交通（尼辻公車站）　
※ 2018年3月17日現在
- 39路：尼辻站～县综合医療中心
- 41路：尼辻站～東坂～学園大和町～学園前站（南）
- 48路：近铁奈良站～JR奈良站～南添川～尼辻站～東坂～学園大和町～学園前站（南）

## 相鄰車站
近畿日本鐵道
 橿原線
■急行
通過
■普通
大和西大寺（B26）－尼辻（B27）－西之京（B28）

## 外部連結
- 尼辻 - 近畿日本鐵道